# Суррогатные продукты питания

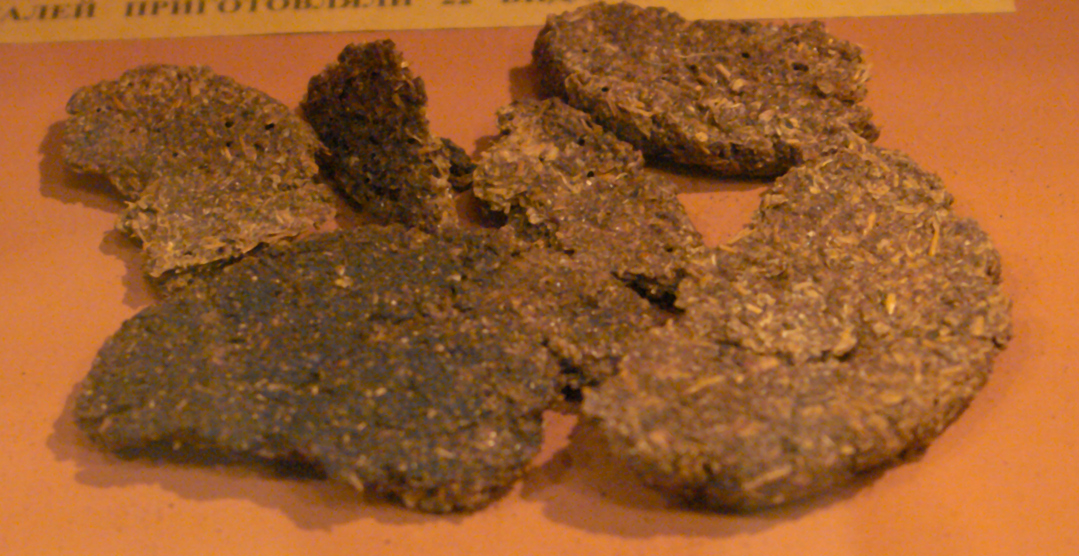
В блокадном Ленинграде в пищу употребляли лепёшки из лебеды, отрубей на машинном масле.

Суррогатные продукты питания — пища, которая используется людьми исключительно в чрезвычайных обстоятельствах или по причине крайней бедности. Это любая недорогая или легкодоступная пища, используемая для питания людей во времена голода, будь то вызванного крайней нищетой, например, во время экономической депрессии или войны, или стихийными бедствиями, такими как засуха. В нормальных условиях такие «запасные» питательные вещества не входят в рацион питания людей из-за низкой питательной ценности, неудобности использования или неприятного вкуса. Экстренный продовольственный статус конкретных продуктов часто зависит от особенностей культуры, например, морепродукты и конина ценятся в одних регионах, а в других используются в качестве продуктов питания лишь в чрезвычайных ситуациях.
Пища, связанная с голодом, не обязательно должна быть неполноценной или неприятной на вкус. Примером может служить картофель, который в течение долгого времени считался в Европе кормовой культурой. Люди, которые едят суррогатную пищу в больших количествах в течение длительного периода времени, могут со временем отказаться от неё. Во времена относительного изобилия эти продукты могут стать объектами социальной стигмы и неприятия.

## Примеры
- Несколько видов съедобных водорослей, включая дульсе, wrack и ирландский мох (Chondrus crispus), употреблялись прибрежными крестьянами во время великого голода в Ирландии 1846—1848 годов. В глубинных районах к голодной пище относили крапиву, горчицу полевую, щавель и водяной кресс.[1][2][3]

- «Мормонские пионеры ели луковицы Calochortus nuttallii, если их урожай был неурожаем»
- Марь белая-Молодые листья и побеги съедобны в сыром и варёном виде (их ели в голодные годы)[4].
- Луковицы тюльпанов и свеклу употребляли в пищу в качестве неотложной пищи в оккупированных немцами частях Нидерландов во время «голодной зимы» 1944-45 годов.
  - Хлеб из коры — яркий пример скандинавского экстренного питания. Хлеб изготавливается из смеси ржаной и коровой муки из сосны или других пород деревьев. В результате получается темный хлеб, который питателен, но совсем не вкусен.
- Во время осады Парижа (1870—1871) конина, наряду с мясом ослов и мулов, пользовалась спросом, поскольку свежего мяса в городе не хватало[5].
- В полупустыне северо-востока Бразилии побеги и листья кактусов Opuntia cochenillifera обычно используются в качестве корма для крупного рогатого скота и коз. Но когда засуха становится экстремальной, они используются в пищу людьми.
- Чина посевная — съедобное растение, но при регулярном употреблении он быстро становится нейротоксином и приводит к латиризму (неврологическое заболевание человека и домашних животных вследствие отравления при поедании некоторых зернобобовых из рода Чина, содержащих токсичную оксалилдиаминопропионовую кислоту). На медной гравюре Gracias a la almorta («Спасибо горошку») Франсиско Гойя изображает группу больных крестьян.
- Во время битвы при Батаане на Филиппинах во время Второй мировой войны филиппинские и американские военнослужащие прибегали к потреблению собачьего мяса, обезьяньего мяса и мяса варанов (в источнике называемых «ящерицами игуаны»), питонов, мулов, лошадей и карабао, поскольку их запасы пищи сократились.[6]
- Исторически на Мальдивах листья приморских деревьев, таких как куст осьминога и пляжная капуста, часто использовались в качестве пищи для голода.[7]
- Во время камбоджийского гуманитарного кризиса люди ели птицеедов, скорпионов, шелкопрядов и кузнечиков. Жареные тарантулы позже стали деликатесом, популярным у туристов в камбоджийском городке Скуон.[8]
- Во время ряда голодоморов в России и Советском Союзе крапива, ораш и другие виды дикорастущих растений использовались для приготовления хлеба или супов.[9]
- Кошачье мясо ели в северных итальянских регионах Пьемонт, Эмилия-Романья и Лигурия во времена голода, например, во время Второй мировой войны.[10]

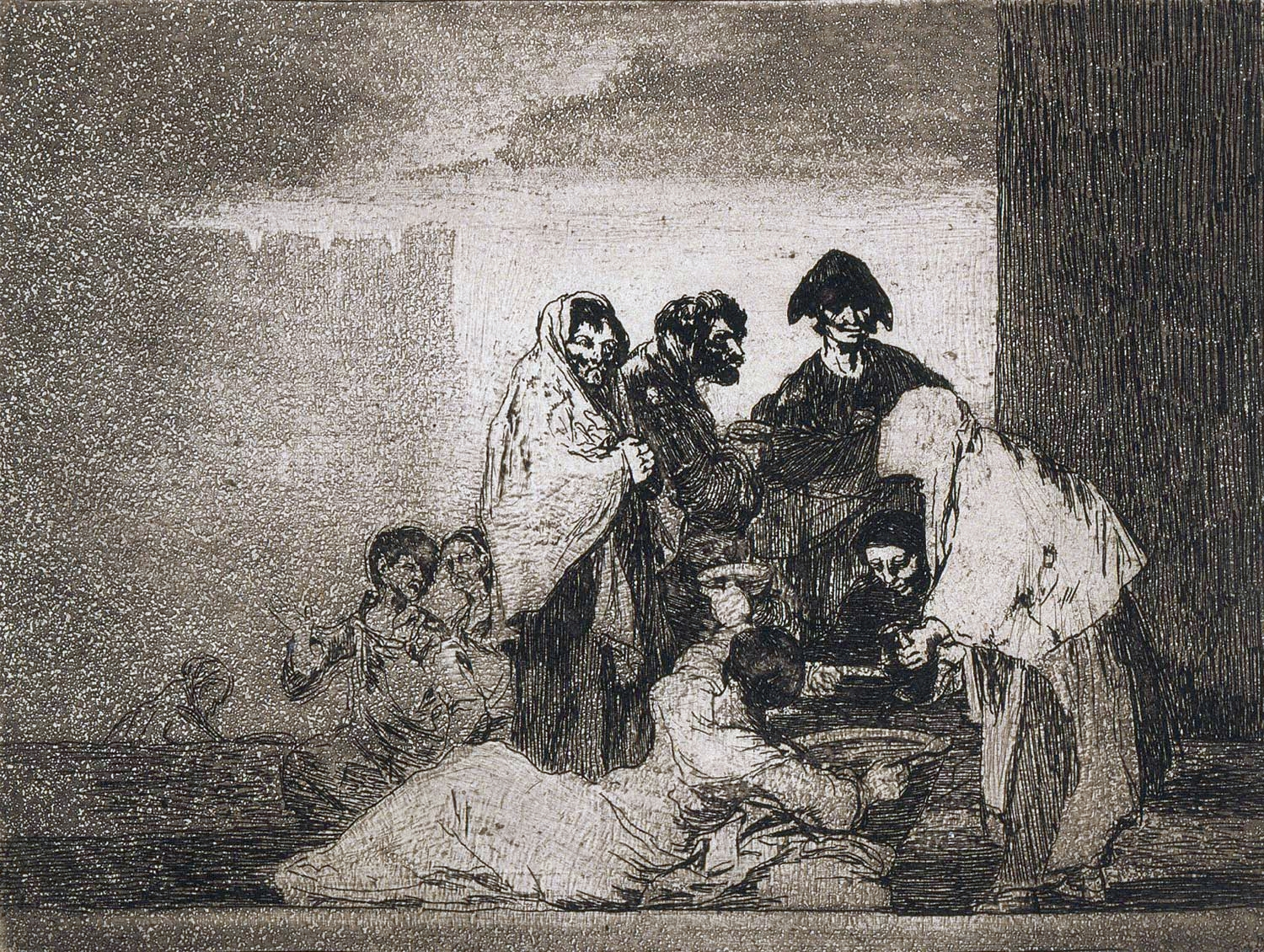
Спасибо горошку — акватинта Гойи, изображающая питание горошком во время голода и его последствия (отравленная женщина на земле)

### Суррогаты хлеба

#### Хлеб с лебедой
Множество видов лебеды съедобны. Однако основной вид для потребления человеком — это Лебеда садовая (Atriplex hortensis) повсеместно использовалась в голодные годы.

…употребляемый почти всеми хлеб с лебедой, — с 1⁄3 и у некоторых с 1⁄2 лебеды, — хлеб чёрный, чернильной черноты, тяжёлый и горький; хлеб этот едят все — и дети, и беременные, и кормящие женщины, и больные. …Хлеб с лебедой нельзя есть один. Если наесться натощак одного хлеба, то вырвет. От кваса же, сделанного на муке с лебедой, люди шалеют.
— Толстой Л. Н. О голоде // Собр. соч. в 22 т. — М.: Худ. лит., 1984. — Т. 17. — С. 141, 144.

### Брюква в Германии
В трудные времена брюква была последним съестным припасом для значительной части населения. В историю вошла так называемая немецкая брюквенная зима во время Первой мировой войны 1916/17 («Суп из репы утром, отбивные из репы на обед, лепешки из репы вечером»). Поскольку осенью 1916 года картофель был неурожайным, брюква использовалась в качестве альтернативы. Раньше она выращивались в основном на корм свиньям. Поскольку практически любой еды в Германии не хватало, брюква служила основой для самых разнообразных блюд, а в 1917 году были опубликованы поваренные книги по брюкве. Были рецепты варенья и запеканок из брюквы. Предлагались супы, заменитель квашеной капусты из брюквы и даже брюквенный кофе. Рецепт был такой: «брюкву натереть на терке и высушить в духовке. Затем высушенный из брюквенный жом пропускают через кофемолку. Относитесь к нему как к обычной кофейной гуще». Этот овощ пытались сделать приемлемым для населения с такими названиями, как «Восточно-прусский ананас».
Поскольку брюква была непопулярна среди населения, несмотря на плохую продовольственную ситуацию, в Рейхскартоффельштелле (Государственное картофельное управление.) на конец зимы 1917 года оставалось около 80 миллионов центнеров репы, которые не были распределены. Их перерабатывали в сушеные овощи и свекольную муку. Затем эту муку смешивали с картофельной мукой и кубиками супа и выставляли на рынок как «цельный продукт», при этом каждая семья должна была купить определённое количество, чтобы иметь возможность покупать другие продукты.
В циркуляре от апреля 1942 г. говорится о сокращении рационов немецкого населения министерством продовольствия и сельского хозяйства Рейха.